# Lévyne
La lévyne ou lévynite est une espèce minérale appartenant au groupe des zéolithes, des silicates alumineux hydratés de la sous-famille des tectosilicates. Il existe deux formes de lévynes, isostructurelles entre elles :
- La lévyne-Na[3], forme dominée par le sodium (Na2,Ca,K2)Al2Si4O12·6(H2O), de symbole lév-Na, de masse molaire 1 540,68 uma.
- La lévyne-Ca[4], forme dominée par le calcium (Ca,Na2,K2)Al2Si4O12·6(H2O) de symbole lév-Ca, de masse molaire 1 506,86 uma.

La lévyne cristallise dans le système cristallin hexagonal rhomboédrique. Elle se présente généralement sous forme d'amas rayonnants ou de masses fibreuses transparentes à translucides dans des couleurs allant du blanc au rougeâtre et du blanc jaunâtre au gris. Elle a une densité de 2,09 à 2,16 et une dureté de 4,0 à 4,5 sur l'échelle de Mohs. Elle présente un éclat vitreux et un clivage parfait sur [1011]. Elle s'observe typiquement comme minéral d'altération et de remplissage de vésicules dans les basaltes.
Son nom rend hommage au minéralogiste français Armand Lévy (1795-1841). Dans la littérature scientifique, on trouve aussi les synonymes echellite, levyne et levynite (sans accent). L'IMA lui a attribué le symbole Lév. 
La première forme de lévyne découverte fut la lévyne-Ca, décrite pour la première fois en 1821 dans une occurrence à Dalsnipa, sur l'île Sandoy, dans les Îles Féroé. La lévyne-Na, variété sodique, a été décrite en 1997 dans une occurrence à Chojabaru, préfecture de Nagasaki, au Japon.

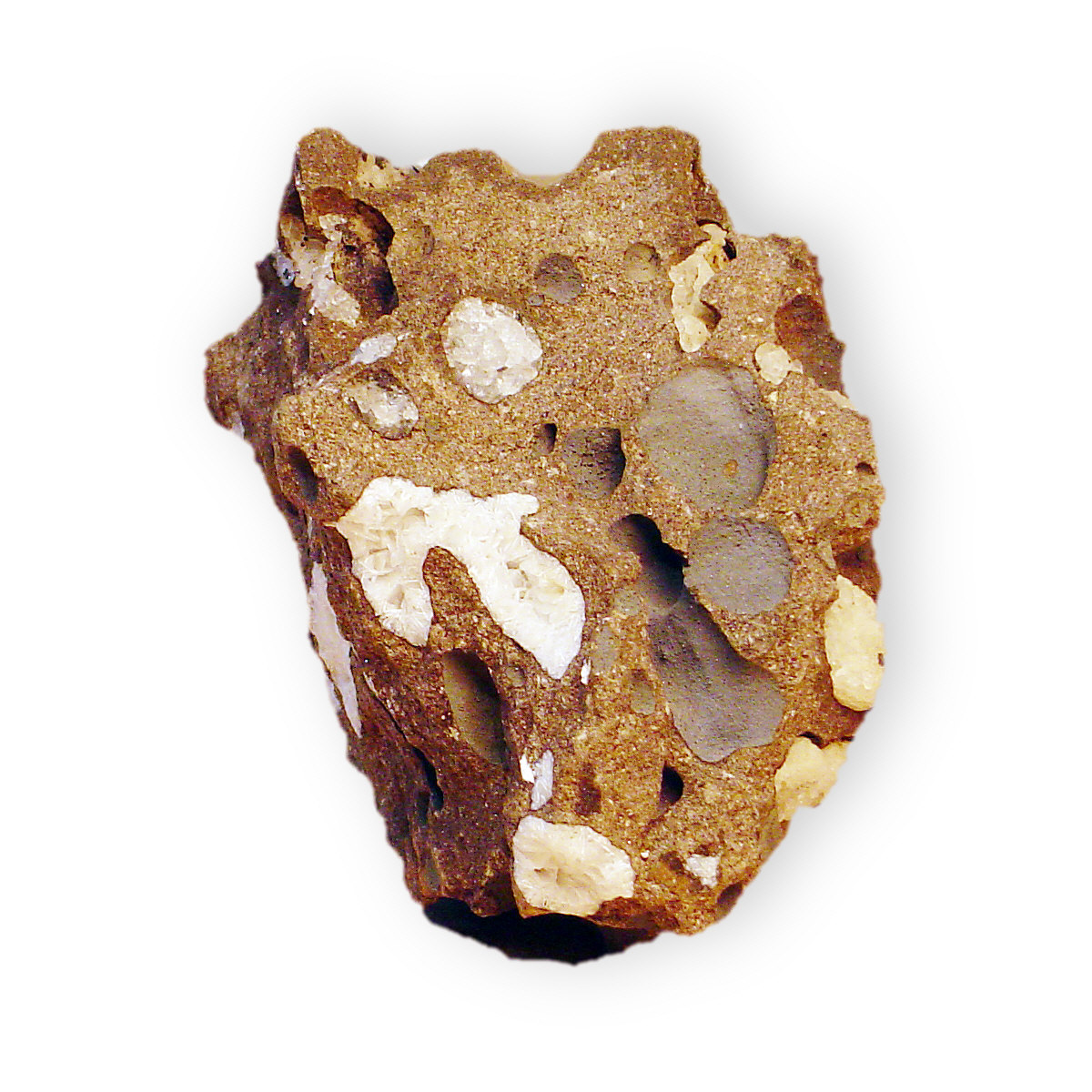
Lévyne dans sa matrice d'érionite. Origine Oregon.